# 彗形像差

單一透鏡的彗形像差。

彗形像差（comatic aberration）又稱彗差（coma），是類似彗星形狀的成像變形，屬於光學系統中的一種像差，其产生是轴外物点发出的宽光束经过光学系统后，不能相交于一点，而是在理想像平面上形成状如彗星的亮斑；与球差的产生是光轴上的物点发出的光束有别。
彗形像差是一些透鏡固有的或是光學設計造成的缺點，導致離開光軸的點光源，例如恆星，產生變形。特別是彗形像差被定義為偏離入射光孔的放大變異。在折射或繞射的光學系統，特別是在寬光譜範圍的影像中，彗形像差是波長的函數。

## 描述
彗形像差是拋物鏡望遠鏡與生俱來的特質，來自於視野中心區域的點光源（像是恆星）可以很好的匯聚在面鏡的焦點上（不同於球面鏡，來自於鏡子周圍部分的光線只是接近焦點—球面像差。）。但是，來自於偏離光軸（離軸）方向的光線，自鏡子的不同區域反射的光卻不能匯聚在相同的焦點上。這樣的結果導致不在視野中心的光看起來是楔形的問題，而且離軸越遠，這個現象越明顯。這使得星點看起來有著彗星的形狀，因而得名。在設計上能降低球面像差且沒有彗形像差的光學系統有施密特（Schmidt）、馬克蘇托夫（Maksutov）、和里奇-克萊琴式（Ritchey-Chrétien）。
單一透鏡或透鏡系統的彗形像差，可以經由選擇適當的透鏡表面曲率有效的降低（某些情況下可以被消除）以合於應用。在單一的波長下，球面像差和彗型像差都最小的透鏡稱為"最佳形式"或齊明透鏡。而目前削减彗形像差最普遍的方法就是使用非球面镜。

## 薄透镜的彗形像差
薄透镜的彗形像差由下式表示：
彗形像差={\displaystyle h'*y^{2}*(-G_{5}*c*c_{1}+G_{7}*c*v_{1}+G_{8}*c^{2})}
其中
{\displaystyle c={\frac {1}{f*(n-1)}}}

{\displaystyle c={\frac {1}{r_{1}}}}
{\displaystyle v_{1}}为物距之倒数。
{\displaystyle G_{5}={\frac {1}{2*n}}*(n^{2}-1)}
{\displaystyle G_{7}={\frac {G_{2}}{n}}}
{\displaystyle G_{8}={\frac {G_{1}}{n}}}
{\displaystyle G_{1}={\frac {n^{2}*(n-1)}{2}}}

{\displaystyle G_{2}={\frac {1}{2}}*(2*n+1)(n-1)}